# اویدنیا ساشردوت د لوستیگ
اویدنیا ساشردوت د لوستیگ (انگلیسی: Eugenia Sacerdote de Lustig; ۹ نوامبر ۱۹۱۰ – ۲۷ نوامبر ۲۰۱۱) پزشک آرژانتینی متولد ایتالیا بود که اولین آزمایش واکسن فلج اطفال را در آرژانتین انجام داد. او بیش از ۱۸۰ اثر علمی منتشر کرد. او در ۱۹۳۹ در نتیجه ظهور فاشیسم مجبور به ترک ایتالیا و مهاجرت به آرژانتین شد. او در دانشگاه بوئنوس آیرس مشغول به تدریس شد و در محیط‌های آزمایشگاهی به مطالعه ویروس‌ها و امکان کشت سلولی پرداخت. از افتخارات ساشردوت می‌توان به جایزه ربکا گرچمن در سال ۲۰۱۰ برای تحقیقات برجسته، انتشار بیش از ۱۸۰ مقاله علمی در مؤسسات معتبر، ریاست بخش ویروس‌شناسی مؤسسه مالبوران، پژوهشگر شورای ملی تحقیقات علمی و فنی آرژانتین اشاره کرد.

## زندگی اولیه و تحصیلات
ساشردوت د لوستیگ در ۹ نوامبر ۱۹۱۰ در تورین ایتالیا به دنیا آمد. در سال ۱۹۲۹، زمانی که زنان معمولاً این مسیر شغلی را انتخاب نمی‌کردند، تصمیم گرفت در ایتالیا پزشکی بخواند. او به همراه دخترعمویش ریتا لوی-مونتالچینی، یکی از چهار زن اولیه‌ای بود که در کلاس‌های ۵۰۰ نفره مردانه تحصیل می‌کردند.

## حرفه پزشکی
حرفه او با چالش‌های زیادی همراه بود، اما توانست به عنوان استادیار هیستولوژی در دانشگاه تورین زیر نظر پروفسور جوزپه لوی انتخاب شود. با قدرت گرفتن فاشیسم، به دلیل یهودی بودن شغل خود را از دست داد. در سال ۱۹۳۹ به همراه همسر و دخترش به آرژانتین مهاجرت کرد، جایی که مدارکش فقط اجازه تحقیق و نه تدریس به او می‌داد.
او به کرسی هیستولوژی دانشگاه بوئنوس آیرس دست یافت و تکنیک کشت سلول‌های زنده در محیط آزمایشگاهی (in vitro) را توسعه داد که امکان مطالعه ویروس‌ها و تومورهای مختلف را فراهم می‌کرد.

## مبارزه با فلج اطفال
در طول اپیدمی‌های فلج اطفال دهه ۱۹۵۰، که باعث ترس و ناتوانی گسترده شد، ساشردوت توسط سازمان بهداشت جهانی (WHO) به ایالات متحده فرستاده شد تا تحت نظر دکتر جوناس سالک سازنده اولین واکسن فلج اطفال غیرفعال (IPV) تحصیل کند و برای متقاعد کردن مردم به فواید واکسن، در ملاء عام خود و فرزندانش را واکسینه کرد. او پروتکل‌های تولید و آزمایش واکسن را یادگرفت و برای تکرار موفقیت آن در آرژانتین آماده شد.
ساشردوت پس از بازگشت، او اولین آزمایش‌های واکسن سالک را در آرژانتین رهبری کرد. در آن زمان، شک و تردید عمومی در مورد واکسن‌ها بالا بود، به ویژه در مورد ایمنی آن. او برای نشان دادن اعتماد به نفس خود در درمان و برای اثبات بی خطر بودن واکسن، خود را به‌طور عمومی تلقیح کرد. فرزندان خود را به عنوان مدرک دیگر واکسینه کرد. این اقدام در ایجاد اعتماد در میان جامعه عمومی و پزشکی آرژانتین بسیار مهم بود.

## تحقیقات علمی
از سال ۱۹۸۹، او نقش رادیکال‌های آزاد و استرس اکسیداتیو را در بیماران مبتلا به آلزایمر، زوال عقل عروقی و پارکینسون بررسی کرد. او بیش از ۴۰ سال در مؤسسه آنکولوژی آنخل اچ. روفو روی سلول‌های توموری مطالعه کرد و تا دهه ۸۰ زندگی به کار ادامه داد تا زمانی که نابینایی مانع از کار با میکروسکوپ شد.

## جوایز و افتخارات
اویدنیا ساشردوت د لوستیگ در طور زندگی علمی خود افتخاراتی همچون دریافت جایزه ربکا گرچمن در سال ۲۰۱۰ برای تحقیقات برجسته، انتشار بیش از ۱۸۰ مقاله علمی در مؤسسات معتبر، ریاست بخش ویروس‌شناسی مؤسسه مالبوران، پژوهشگر شورای ملی تحقیقات علمی و فنی آرژانتین (CONICET) شده است. ساشردوت د لوستیگ تا پایان عمر به عنوان یکی از پیشگامان پزشکی و تحقیقات علمی در آرژانتین شناخته می‌شد و میراثی ماندگار در مبارزه با بیماری‌ها و پیشرفت علوم پزشکی بر جای گذاشت.